# 腋花菊素
腋花菊素（以褐苞矢车菊 Centaurea jacea 的腋生花序 "axillary inflorescences" 而得名，系统名为5,7,3',4'-四羟基-3,6-二甲氧基黄酮，3′,4′,5,7-Tetrahydroxy-3,6-dimethoxyflavone，或称为栎草亭-3,6-二甲醚，Quercetagetin 3,6-dimethyl ether ，甲氧基万寿菊素）是一种天然的栎草亭衍生O-甲基化黄酮，分子式C17H14O8，存在于线叶菊（Filifolium sibiricum）、菊蒿（Tanacetum vulgare）等植物中，能人工合成。